# La storia di Kimangara
La storia di Kimangara è un mito Embu (Kenya) che vuole definire l'origine dei culti e delle pratiche religiose. Quindi si tratta di una storia sacra trasmessa per via orale utile anche per rinsaldare e unificare la comunità. Il mito ha la funzione primaria di descrivere come andarono i fatti all'origine della vita, quando da un caos primordiale si diffuse la vita e la morte degli esseri viventi.

## Trama
Il mito narra la storia di Kimangara che un giorno comprò la moglie e vissero insieme tranquilli con tanti figli. Però venne il giorno della circoncisione e nella famiglia non era presente un fratello e quindi la cerimonia non si poteva effettuare. Kimangara andò alla ricerca dei suoi confratelli ed in gran numero vennero a casa sua. A questo punto sorse il problema del vitto per tutti e il mito racconta che i confratelli mangiarono dapprima la farinata, poi il bestiame, infine gli esseri umani, e per ultimo Kimangara.